# Río El Limón (Samaná)

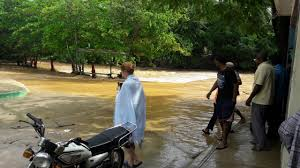
Río el limón en unas de sus innumerables crecidas producto de las intensas lluvias. El puente el Limón Este del Limon Oeste está totalmente cubierto.

El río del limón  es el río  más importante del distrito municipal del Limón de Samaná en la República Dominicana. Nace más arriba del salto el limón y recorre más de 50 kilómetros de cuenca, bordeando varios parajes y distritos municipales de Samana.

## Atractivos

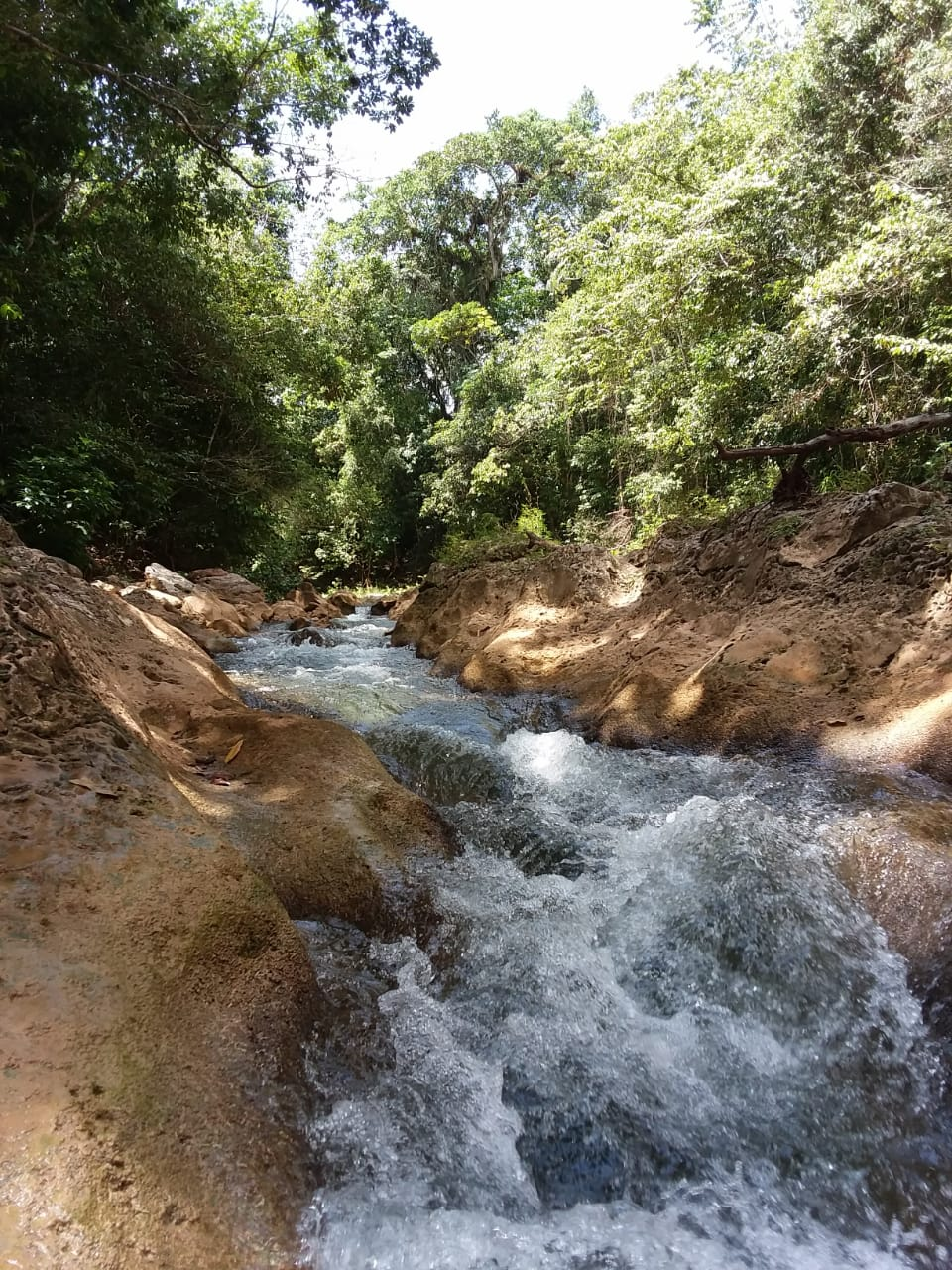
Poza de los indios. Fuerte corriente que pocos pueden soportar

Además del salto del limón, el río del limón posee unos cinco saltos más de menor altura que el principal, pero teniendo características naturales llamativas como cuevas y hendiduras indias.
La Poza de los Indios es otro atractivo. Es muy profunda y sus corrientes son tan Fuertes que pocas personas pueden resistirlas. Existen leyendas de "indios que aparecen cayendo la tarde por los alrededores", por lo tanto los habitantes difícilmente la frecuenten de noche.

## Uso
El limón de Samaná tiene una producción de arroz que amerita canales. El río ha sido la fuente de esos canales. El acueducto del limón se nutre del río del limón.